# Otto Bock von Wülfingen

Otto Bock von Wülfingen

Otto Friedrich Wilhelm Jobst Bock von Wülfingen (* 18. April 1855 in Hannover; † 29. September 1937 ebenda) war ein preußischer Generalmajor und Mitglied des Abgeordnetenhauses.

## Leben
Er war ein Vertreter des niedersächsischen Adelsgeschlechts Bock von Wülfingen. Seine Vorfahren stammen aus der I. (lutherischen) Linie, die sich auf Kurt Bock von Wülfingen (1545–1628) zurückführen lässt. Stammvater des Astes Bockerode, aus der Otto Bock von Wülfingen stammt, war Jobst Gabiel Bock von Wülfingen (1678–1743). Sein Vater war der hannoversche Major Andreas Bock von Wülfingen (1821–1863), sein Großvater der hannoversche Generalleutnant Karl Bock von Wülfingen.
Wie viele seiner Familienmitglieder schlug auch Wülfingen eine militärische Laufbahn ein und war zuletzt Generalmajor. Von 1900 bis 1905 war er Kommandeur des in Lübben stationierten Brandenburgischen Jäger-Bataillons Nr. 3. Er kommandierte dann vom 22. April 1905 bis 16. September 1909 das Grenadier-Regiment „König Friedrich Wilhelm IV.“ (1. Pommersches) Nr. 2 und anschließend die 68. Infanterie-Brigade in Metz.
Nach seinem Ausscheiden aus dem Militärdienst war Wülfingen von 1912 bis 1918 Mitglied des preußischen Abgeordnetenhauses.
Otto Bock von Wülfingen heiratete am 17. März 1915 in Berlin Elfriede Kaszemek (* 1873) aus Piaten.